# Frédéric Falba
Frédéric Falba (3 mai 1908 – 11 novembre 1936) est un chanteur lyrique, ténor français, né à Toulouse, Haute-Garonne.

## Le conservatoire
Enfant, Frédéric Falba montre des dispositions pour le chant. Ses parents l’inscrivent au conservatoire de sa ville natale, à Toulouse. 
Il suit ses études dans la classe de chant de monsieur Bouchard-Boulo. 
Andrée Marty le fait répéter avec autant d’attention qu’elle le faisait avec un autre jeune chanteur toulousain, le talentueux baryton Pierre Nougaro. La jeune femme a reçu des mains d’Aymé Kunc le 1er prix du conservatoire de musique de Toulouse en 1926. 
Frédéric et Andrée se marient le 7 juillet 1927. De leur union naîtront deux enfants, Marcelle et Roland.
Tout en suivant ses cours de chant, celui que l’on surnomme « Fréder » assure les besoins de sa famille en travaillant dans un commerce. 
Il mène de front ses études et son travail avec beaucoup de volonté. 
Ses efforts sont récompensés en 1928 : il obtient le 1er prix de chant au conservatoire de Toulouse. 
De nouvelles perspectives s’ouvrent à lui.

## La scène
Frédéric Falba se consacre pendant toute une année à son répertoire, avant de monter sur scène. Son épouse le soutien toujours en l’accompagnant au piano.
Il se produit alors au théâtre du Capitole, avant d’être engagé au Grand Théâtre de Bordeaux.
Il fait ensuite une saison de Pâques au Maroc. Puis, il chante au casino de Bagnères-de-Bigorre et à l’Opéra de Toulon. 
Sa carrière est lancée avec les plus grands airs de Giacomo Puccini, Jules Massenet, Georges Bizet, Gaetano Donizetti et Charles Gounod, etc.

## Le succès
Le jeune ténor rencontre le succès dans Mireille. La Tosca, Werther, Carmen, La Favorite, Faust, etc. Les critiques sont unanimes. La presse ne tarit pas d’éloges à son égard, tant sa tessiture vocale est étendue et sûre. Sa carrière s’annonce prometteuse, elle sera cependant de courte durée.

## Le drame
Alors qu'il suscite l'enthousiasme du public en interprétant Faust à l’Opéra de Toulon, il tombe malade. Son état s’aggrave. Les médecins diagnostiquent la tuberculose. Sa carrière est compromise. Il doit l’interrompre. 
Frédéric Falba s’éteint plusieurs mois après, à Toulouse, à l’âge de 28 ans des suites de sa maladie.